# 大衛·馬雷羅
大衛·馬雷羅（David Marrero，1980年4月8日—）是一位西班牙職業網球運動員。

## 外部連結
- 大衛·馬雷羅（英文/西班牙文）的官方資料
- 大衛·馬雷羅的國際網球總會 職業／青少年 官方資料（英文）
- 大衛·馬雷羅的官方資料（英文）